# Espagnac-Sainte-Eulalie
Espagnac-Sainte-Eulalie är en kommun i departementet Lot i regionen Occitanien i södra Frankrike. Kommunen ligger i kantonen Livernon som tillhör arrondissementet Figeac. År 2022 hade Espagnac-Sainte-Eulalie 92 invånare.

## Befolkningsutveckling
Antalet invånare i kommunen Espagnac-Sainte-Eulalie
| Referens: INSEE |